# L'Homme de cendres
Pour les articles homonymes, voir L'Homme de cendres (homonymie).
L'Homme de cendres est une pièce en un prologue et trois actes d'André Obey, créée le 22 décembre 1949 à la Comédie-Française, dans une mise en scène de Pierre Dux et des décors de Roland Oudot, avec Julien Bertheau dans le rôle-titre.
Il s'agit de la troisième version du mythe écrite par l'auteur. La première, ayant pour titre Don Juan, est créée en 1934 par Pierre Fresnay au Théâtre du Globe, dans une mise en scène de Michel Saint-Denis. La deuxième est créée sous le titre Le Trompeur de Séville en 1937 au théâtre de la Porte-Saint-Martin avec Pierre Blanchar, dans une mise en scène de Jacques Copeau.
La première et la dernière version furent successivement représentées en 1975 et 1976 au Théâtre antique de Vaison-la-Romaine, dans une mise en scène de Jean-Pierre André avec José-Maria Flotats dans le rôle-titre.

## Argument
À Séville au XVIe siècle naît Juan Ténorio, un homme inquiet, perpétuel insatisfait, solitaire qui brûle sa vie, semble-t-il, à la recherche d'on ne sait quel impossible. Son existence scandaleuse engendre la colère de l'Inquisition, qui somme le roi de mettre un terme à ses agissements.

## Distribution originale
- Julien Bertheau : Don Juan
- Louis Seigner : le roi
- Lise Delamare : Concepcion
- Louise Conte : Elvire
- Jean Yonnel : l'inquisiteur
- Jacques Charon : Catalinon
- André Falcon : Alvar
- Germaine Rouer : la mère de Juan
- Raoul-Henry : le commandeur
- Martine Sarcey : Anna
- George Vitray : le conseiller
- George Chamarat : le vieil homme
- George Baconnet : le sereno
- Jean-Louis Jemma : l'étranger